# Année bissextile
 (mars 2024).
Si vous disposez d'ouvrages ou d'articles de référence ou si vous connaissez des sites web de qualité traitant du thème abordé ici, merci de compléter l'article en donnant les références utiles à sa vérifiabilité et en les liant à la section « Notes et références ».
Pour l’article homonyme, voir Année bissextile (film).
Une année bissextile (ou un an bissextil) est une année de 366 jours au lieu de 365 pour une année commune. Le jour ajouté est le 29 février parce que ce mois compte habituellement vingt-huit jours dans le calendrier grégorien et qu'il s'agit d'une subsistance du calendrier julien.
Les années sont bissextiles si elles sont multiples de quatre, mais pas si elles sont multiples de cent, à l'exception des années multiples de quatre cents qui, elles, sont également bissextiles. Ainsi, les années 2020, 2024 et 2028 sont bissextiles, de même que 2000 ou 2400, mais pas 1900, 2100, 2200 et 2300.
L'année bissextile existe pour compenser la différence de temps entre l'année calendaire commune (365 jours) et l'année solaire (ou année tropique) qui correspond au temps réel pris par la Terre pour effectuer une révolution complète autour du Soleil (par rapport au point vernal, et non pas une année sidérale par rapport aux étoiles) qui est de 365,24219 jours, soit environ 365,25 jours. Un jour supplémentaire est donc ajouté régulièrement pour que la moyenne de la durée des années calendaires soit la plus proche possible de l'année solaire. Sans cette correction, les dates de début et fin de saison — calées sur les équinoxes et les solstices — se décalent progressivement dans le calendrier.

## Règle actuelle
Depuis l'ajustement du calendrier grégorien, l'année est bissextile (comportant 366 jours) seulement si elle respecte l’un des deux critères suivants :
1. C1 : l'année est divisible[note 1] par 4 sans être divisible par 100 (cas des années qui ne sont pas des multiples de 100) ;
2. C2 : l'année est divisible par 400 (cas des années multiples de 100).

Autrement dit : pour être bissextile, une année doit dans tous les cas être divisible par 4 ; mais si c’est une année de centenaire (comme 1800, 1900, etc.), elle doit également être divisible par 400.
Si une année ne respecte ni le critère C1 ni le critère C2, l'année n'est pas bissextile : elle a ainsi la durée habituelle de 365 jours et on dit alors que c’est une année commune.
Ces règles traduisent la formule :
{\displaystyle 0{,}2425={\frac {1}{4}}-{\frac {1}{100}}+{\frac {1}{400}}}
qui approche assez précisément les décimales de l'année tropique qui vaut 365,242 2 jours, à moins de quatre dix-millièmes près (4/10000).
Ainsi, 2018 n’était pas bissextile car non divisible par 4 (critères C1 et C2 non respectés). L’année 2008 était elle bissextile car respectant le critère C1 (divisible par 4 et non divisible par 100). L’année 1900 n'était pas bissextile car ne respectant ni le critère C1 (1900 est multiple de 100) ni le critère C2 (1900 n’est pas divisible par 400). Tandis que l’année 2000 était bissextile car respectant le critère C2 (2000 est divisible par 400).
Le calendrier julien, qui avait cours avant le calendrier actuel, ne distinguait pas entre elles les années de fin de siècle (années divisibles par 100). Une année était bissextile tous les quatre ans, sans exception. Le calendrier julien avait ainsi une année moyenne de 365,25 jours, au lieu des 365,242 2 jours de l'année tropique, ce qui, au bout de quinze siècles, a engendré un décalage accumulé d'une dizaine de jours de retard dans le calendrier julien par rapport à l’année tropique.
L'instauration du calendrier grégorien à partir de la fin du XVIe siècle, d’abord dans les États catholiques, a permis d'une part de rattraper le retard en annulant immédiatement l’existence d’une dizaine de jours — au moment de la transition vers le nouveau calendrier —, d'autre part de ralentir le rythme du décalage en supprimant trois années bissextiles pour chaque période de quatre cents ans (les trois années multiples de 100, mais qui ne sont pas multiples de 400, n’étant désormais plus bissextiles). Ce calendrier grégorien offre selon les critères énoncés une année moyenne de 365,242 5 jours, ce qui est encore un peu trop long (par rapport aux 365,242 2 jours de l’année tropique), mais il n'engendre qu'un retard de trois jours en dix mille ans, décalage nettement inférieur à celui précédemment engendré par le calendrier julien.

## Histoire des années bissextiles

### Les mois intercalaires de l'année de Numa
L'habitude d'ajouter une journée intercalaire afin de rattraper le retard pris par l'année civile sur l'année solaire remonte aux Romains. Ceux-ci, avant le calendrier julien, utilisaient l'année dite « de Numa » de 355 jours, soit douze mois lunaires. Le retard avec le calendrier solaire était compensé par des mois intercalaires d'une durée variable fixée par le grand pontife. Ce système s'était cependant déréglé au moment des guerres civiles.
Les calendriers luni-solaires de type chinois, encore utilisés dans nombre de pays de l'Asie du Sud-Est pour fixer les fêtes traditionnelles, adoptent aussi ce principe : ajout d'un mois intercalaire sept fois par période de dix-neuf ans, selon un cycle dit « de Méton ». C'est également le principe de base du calendrier hébraïque.

### Le jour intercalaire de Jules César: étymologie de «bissextile»
En 45 av. J.-C., Jules César, alors présent à Rome et responsable du calendrier romain en tant que grand pontife, fit appel à l'astronome grec Sosigène d'Alexandrie, afin de régler le décalage trop important que l'on constatait entre les années solaires et civiles depuis les guerres civiles. Sosigène d'Alexandrie n'eut qu'à puiser dans le calendrier égyptien et se remémorer le décret de Canope, deux siècles plus tôt, pour proposer une solution.
Ainsi, Jules César fixa l'année de 365 jours, plus une journée intercalaire tous les quatre ans.
Ce jour « additionnel » se plaçait juste après le 24 février,. Il s'agissait donc d'un « 24 février bis » (parfois désigné comme « 23 février bis »). On nommait ce jour a. d. VI Kal. Mart., soit ante diem sextum Kalendas Martias, ce qui signifie « le sixième jour avant les calendes de mars ». En effet, les Romains comptaient les jours à rebours, bornes incluses, à partir de trois dates de référence présentes dans chaque mois, à savoir les calendes, le 1er du mois, les ides, le 13 ou 15 selon les mois, et les nones, neuf jours — bornes incluses — avant les ides, comme leur nom l'indique, c'est-à-dire le 5 ou 7. Ce jour se disait donc a. d. bis VI Kal. Mart. (soit ante diem bis sextum Kalendas Martias) : « le sixième jour bis avant les calendes (le premier jour) de mars ».
Une année avec le nouveau jour intercalaire comprend donc deux fois le « sixième jour avant le 1er mars » — or « deux fois [le] sixième » se dit bis sextus en latin — ; ainsi à Rome, une telle année se voit qualifiée par l'adjectif bissextilis, qui a ajouté le suffixe -ilis, après bis sextus. L’adjectif « bissextile » de la langue française en est directement dérivé.
Plus tard, le jour intercalaire fut placé au 29 du mois de février, à partir du moment où la méthode latine de décompte des jours — à rebours par rapport aux calendes — fut remplacée par celle que nous employons toujours aujourd'hui : l'incrémentation naturelle des jours dans le mois où ils se trouvent.

## 29 février
Les personnes étant nées un 29 février fêtent habituellement leur anniversaire le 28 février les années non bissextiles. Dans certains pays, par exemple à Taïwan, une personne née un 29 février l'est légalement le 28. Par exemple, une personne née le 29 février 1980 a eu 20 ans le 28 février 2000, bien que l’année 2000 ait été bissextile, comportant donc un 29 février.
Depuis 1980 en France, un petit groupe de personnes édite un journal qui paraît seulement les 29 février, appelé La Bougie du sapeur. En 2024, il a publié son numéro 12. 
Par erreur la série télévisée Deux Ans de vacances avait en 1974 présenté l'année 1882 comme étant bissextile : le capitaine Hull situait  dans son journal de bord, l'arrestation du marin O'Brien, à la date du 29 février 1882. Les scénaristes auraient dû, soit choisir le 29 février de l'année 1880 ou de l'an 1884, soit prendre les dates du 28 février ou du 1er mars 1882.

## 30 février
En 1700, la Suède tenta d'utiliser un calendrier julien modifié pour passer graduellement du calendrier julien au calendrier grégorien. Le processus devait réduire graduellement le retard en supprimant les 29 février de toutes les années bissextiles entre 1700 et 1740, soit onze jours supprimés. Mais seule l'année 1700 fut ainsi modifiée, et en 1712, pour rattraper leur vieux calendrier qui était le calendrier julien, il fallut compenser le jour perdu en 1700 en rajoutant un jour supplémentaire en février qui devint ainsi doublement bissextile et possédait un 30 février.
En 1929, l'Union soviétique introduisit un calendrier révolutionnaire dans lequel chaque mois avait trente jours, et les cinq ou six jours en excès étaient des jours de congé ne faisant partie d'aucun mois, à la manière des sans-culottides du calendrier républicain français. Les années 1930 et 1931 eurent donc un « 30 février », mais en 1932 ce calendrier fut partiellement abandonné et les mois retrouvèrent leur longueur antérieure.